# František Müller (starosta)
František Müller (27. února 1847 Tišnov – 9. ledna 1910 Tišnov) byl tišnovským starostou a továrníkem.

## Život
Narodil se v Tišnově, kde vychodil národní školu. Pak studoval na reálce v Brně. Poté vstoupil do podniku svého bratra Ignáce Müllera, aby se vyučil koželužství. Po vyučení odešel na zkušenou do ciziny a procestoval v letech 1865 až 1867 Rakousko, Švýcarsko, Francii, Itálii a Německo. Zde se vzdělával a získal zkušenosti v různých továrnách. Roku 1867 se vrátil do Tišnova. Roku 1893 se zde stal starostou. Starostou byl až do roku 1909.
Za jeho starostování se započalo s úpravou ulic a vilové části města. Byla provedena stavba nového chudobince, městských jatek, zimní hospodářské školy, výstavba budovy okresní politické správy, dívčí školy a radnice. Müller se stal i předsedou národopisné a hospodářské výstavy konané v Tišnově roku 1893. Roku 1897 kandidoval ve volbách do rakouské říšské rady, ale neuspěl proti Josefu Hybešovi.